# Cesantías
Cesantías es un término utilizado en el ámbito laboral con tres significados generales: a) estar desempleado; b) asignación monetaria por estar desempleado; c) sanción que se impone a un empleado por cometer una falta.
En Argentina, Cuba, Nicaragua, Puerto Rico, Uruguay y Venezuela, el término también se utiliza para referirse a la "rescisión de un contrato laboral por parte del empleador".

## Colombia

### Características
- Constituyen una forma de ahorro obligatoria.
- No dependen del tipo de contrato: a término fijo o indefinido, todo trabajador tiene derecho a ellas.
- Son una forma de Seguro de desempleo.
- Legalmente equivalen a un mes de salario por año laborado.
- Aplica tanto para empresa pública como privada.
- Estos recursos también pueden destinarse a financiar vivienda o educación superior.
- Cada afiliado titular de una cuenta individual
- El fondo de una cesantia tiene una rentabilidad mínima garantizada. La entidad encargada de determinar este concepto es la Superintendencia Bancaria.

### Liquidación y pago
- Se deben liquidar al finalizar el año o al término del contrato de trabajo.
- Al finalizar cada año, el valor liquidado no se entrega al trabajador sino que se consigna en un Fondo de cesantías que administra los recursos y obtiene rentabilidades, cuyos intereses son entregados al inicio de cada año a los afiliados.
- El Fondo de Cesantías es elegido libremente por el trabajador.
- Cuando se termina el contrato de trabajo se paga directamente al trabajador y no al fondo.
- La fecha límite de consignación de las cesantías a los Fondos en Colombia es el 14 de febrero de cada año.

### Fondos de cesantías en Colombia
De carácter público:
- Fondo Nacional del Ahorro

De carácter privado:
- AFP Protección
- AFP Porvenir
- AFP Colfondos
- Old Mutual

Antiguos:
- Davivir
- Pensiones y Cesantías Santander
- ING Pensiones y Cesantías